# Södra Fågelås kyrka
Södra Fågelås kyrka är en kyrkobyggnad som sedan 2006 tillhör Fågelås församling (tidigare Södra Fågelås församling) i Skara stift. Kyrkan ligger i Södra Fågelås i Hjo kommun. Södra Fågelås kyrka är ett kyrkligt kulturminne.

## Kyrkobyggnaden
Träkyrkan uppfördes troligen på 1600-talet.
Kyrkan har en stomme av liggtimmer och består av långhus med rakt avslutat kor i öster. Vid långhusets sydöstra sida finns ett vapenhus och vid norra sidan en sakristia. Ytterväggarna är täckta med kluvna rödfärgade spån. Långhus och kor har separata sadeltak som är belagda med spån.
Kyrkorummet var försett med målningar som förstördes nästan fullständigt vid slutet av 1800-talet. Några av målningarna finns kvar på korets tak.

## Klockstapeln
Nuvarande klockstapel är byggd av trä i utpräglad schweizerstil. Stapeln uppfördes 1887 och ersatte en tidigare stapel från 1600-talet som brann ned efter ett åskväder. 1942 rödmålades träpanelen och 1971 tillkom nuvarande takplåt av koppar. I stapeln hänger två kyrkklockor som är samtida.

## Bildgalleri

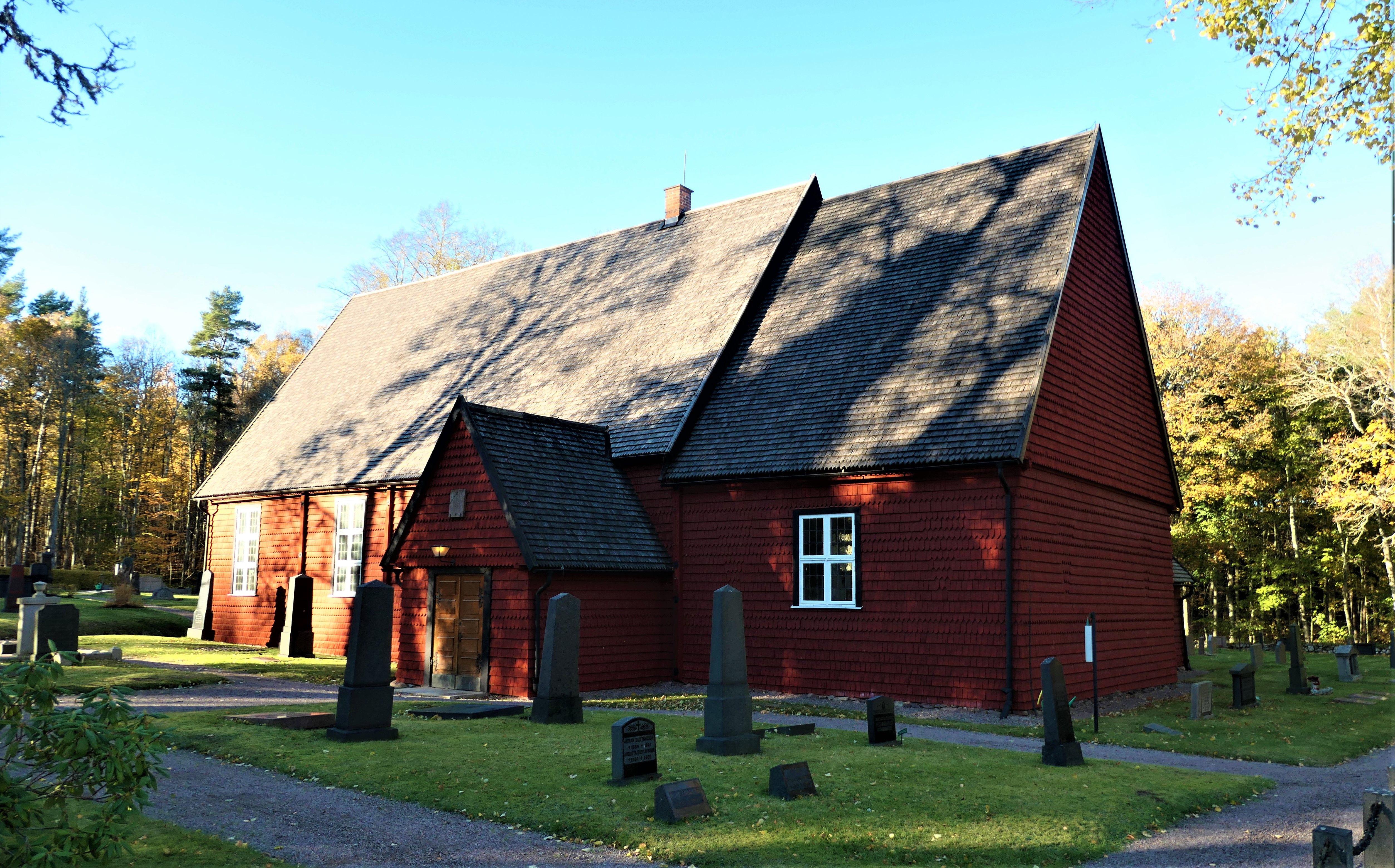
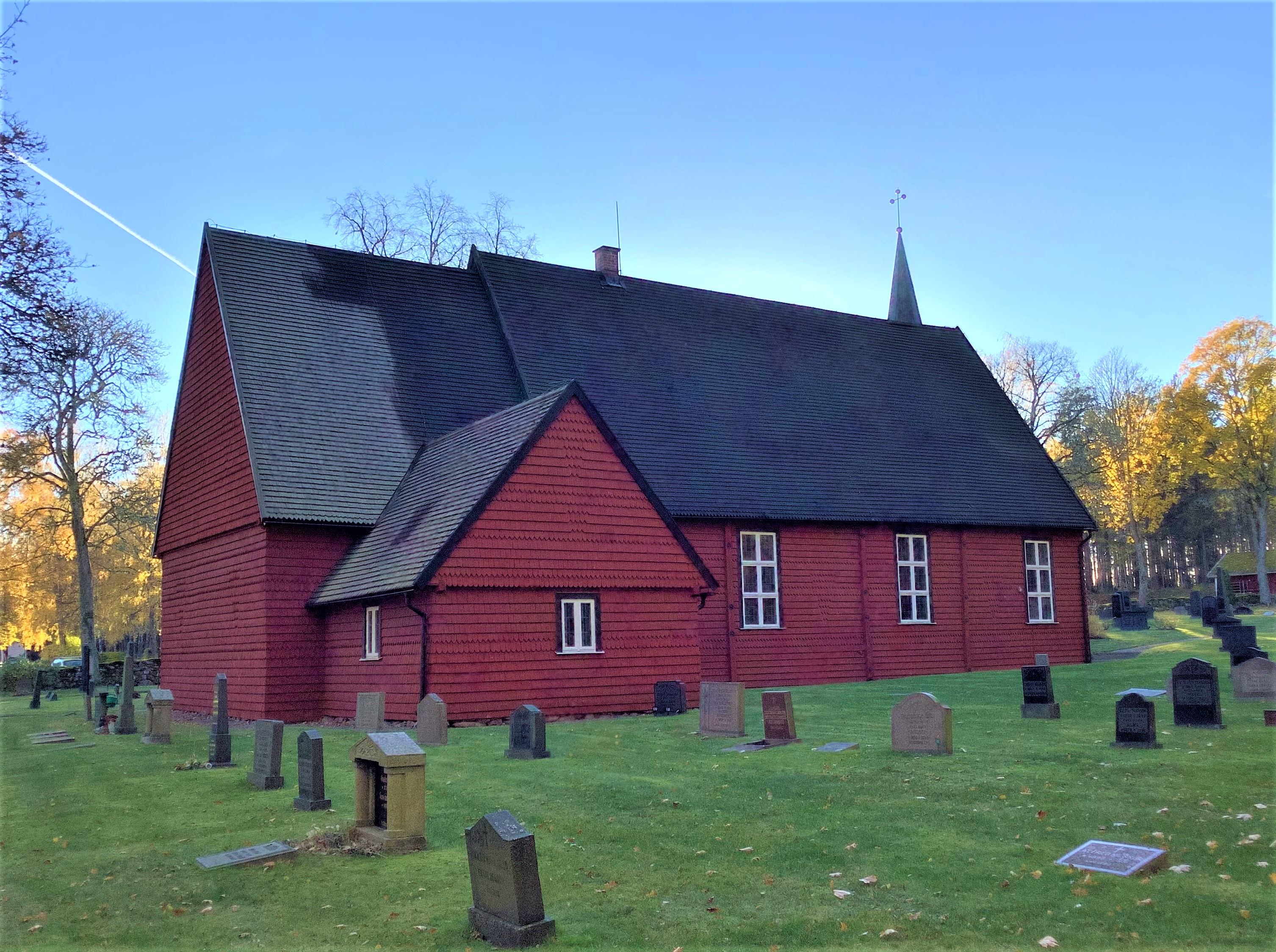
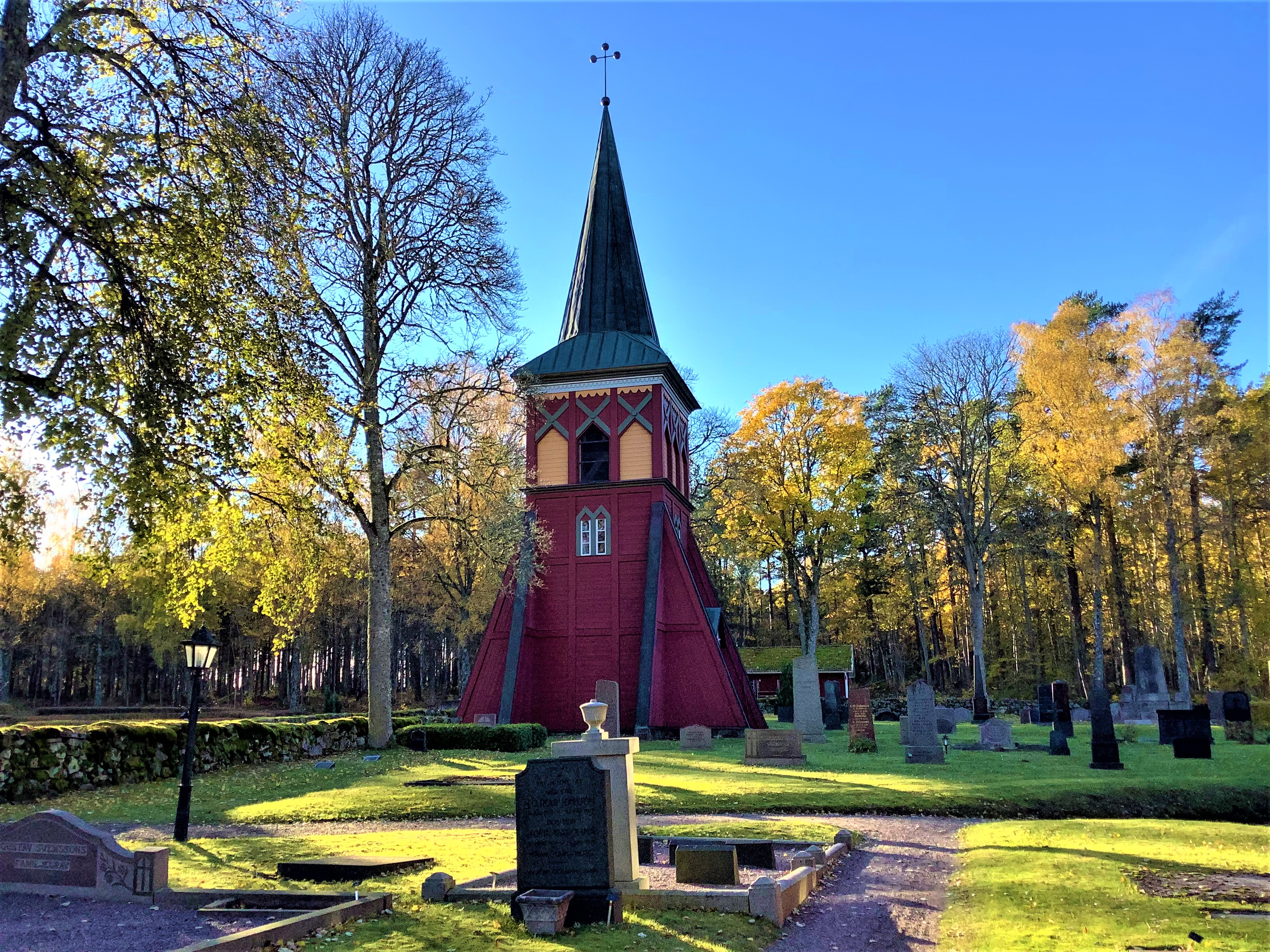
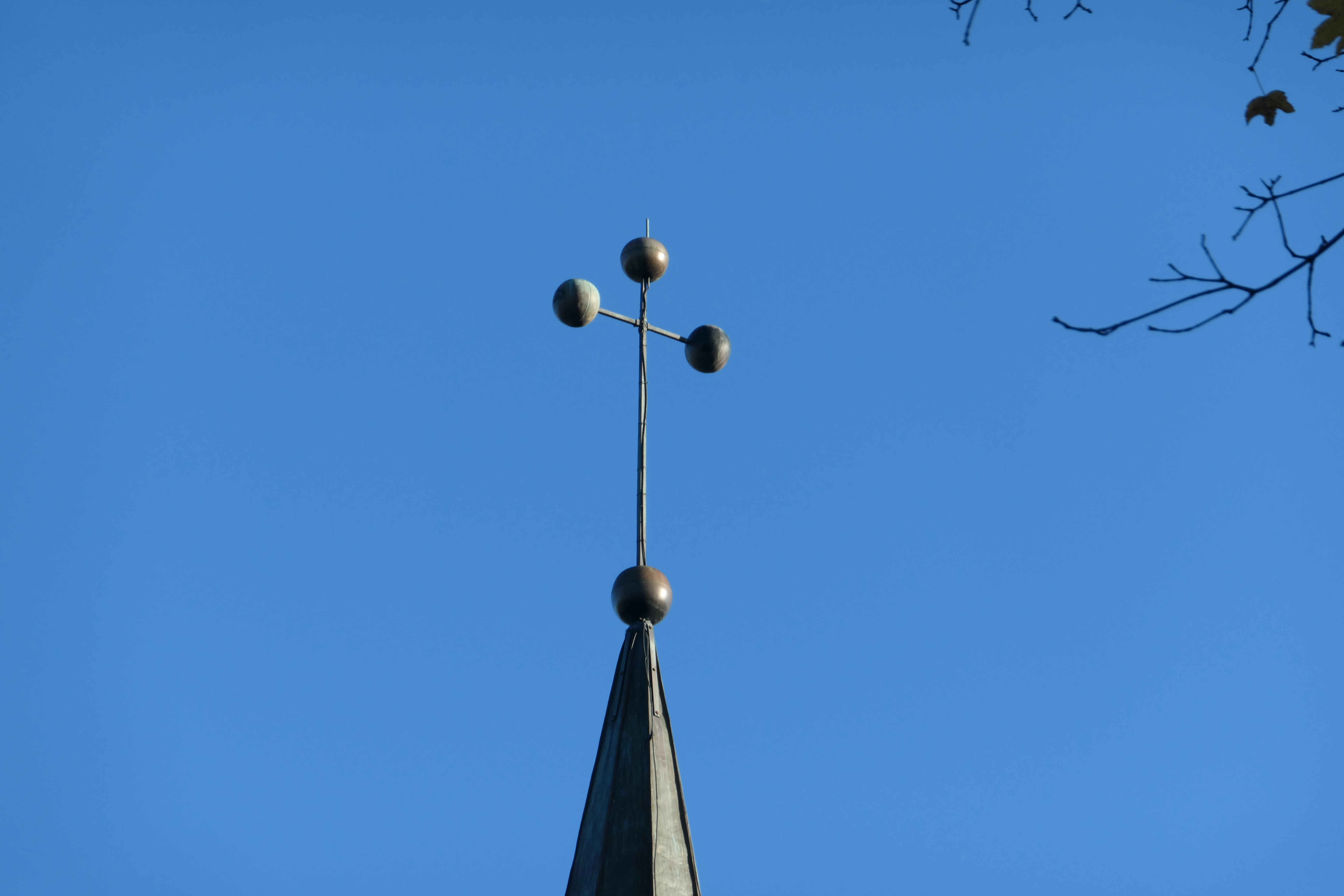
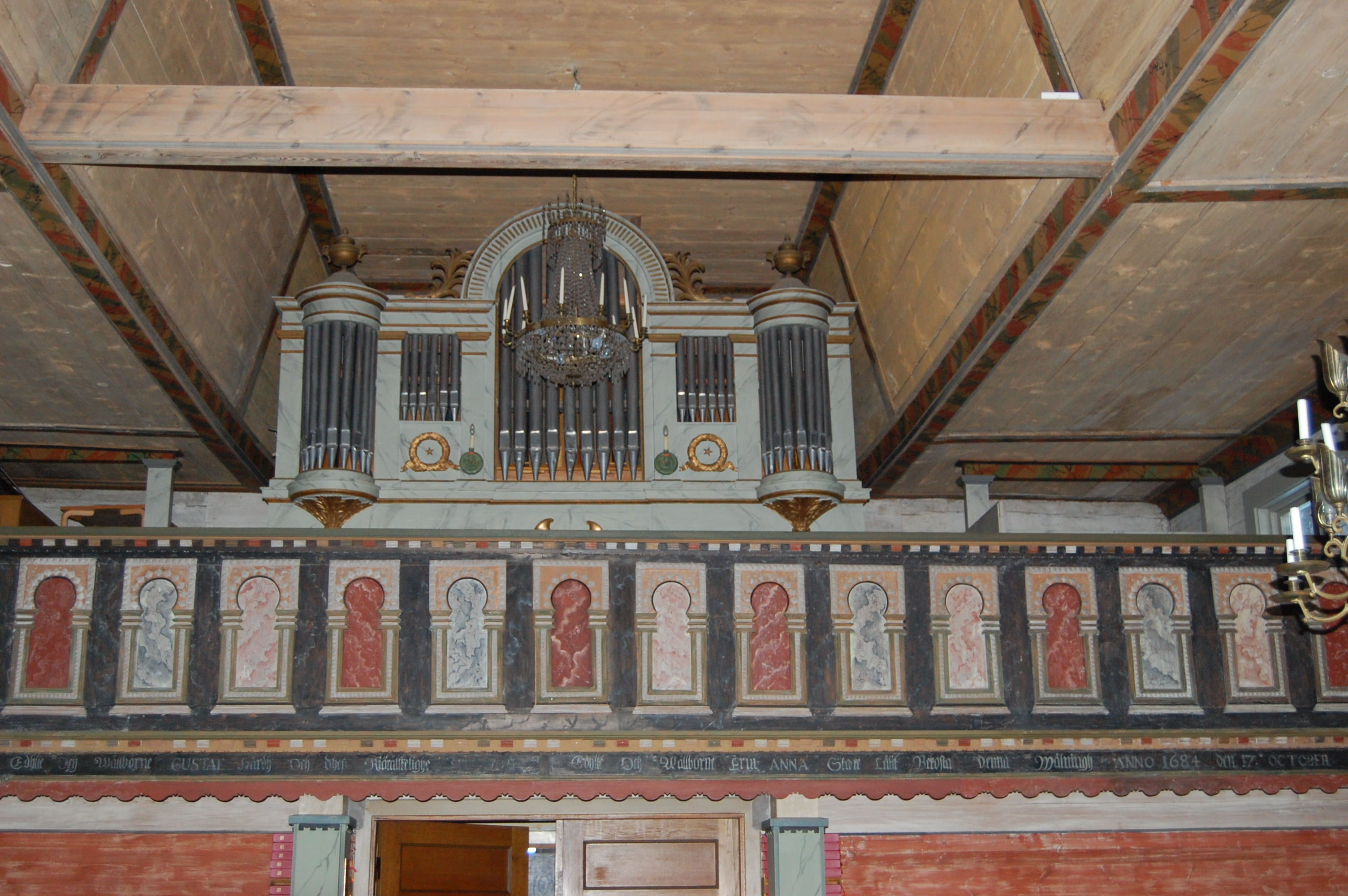
Södra Fågelås kyrkas kyrkorgel
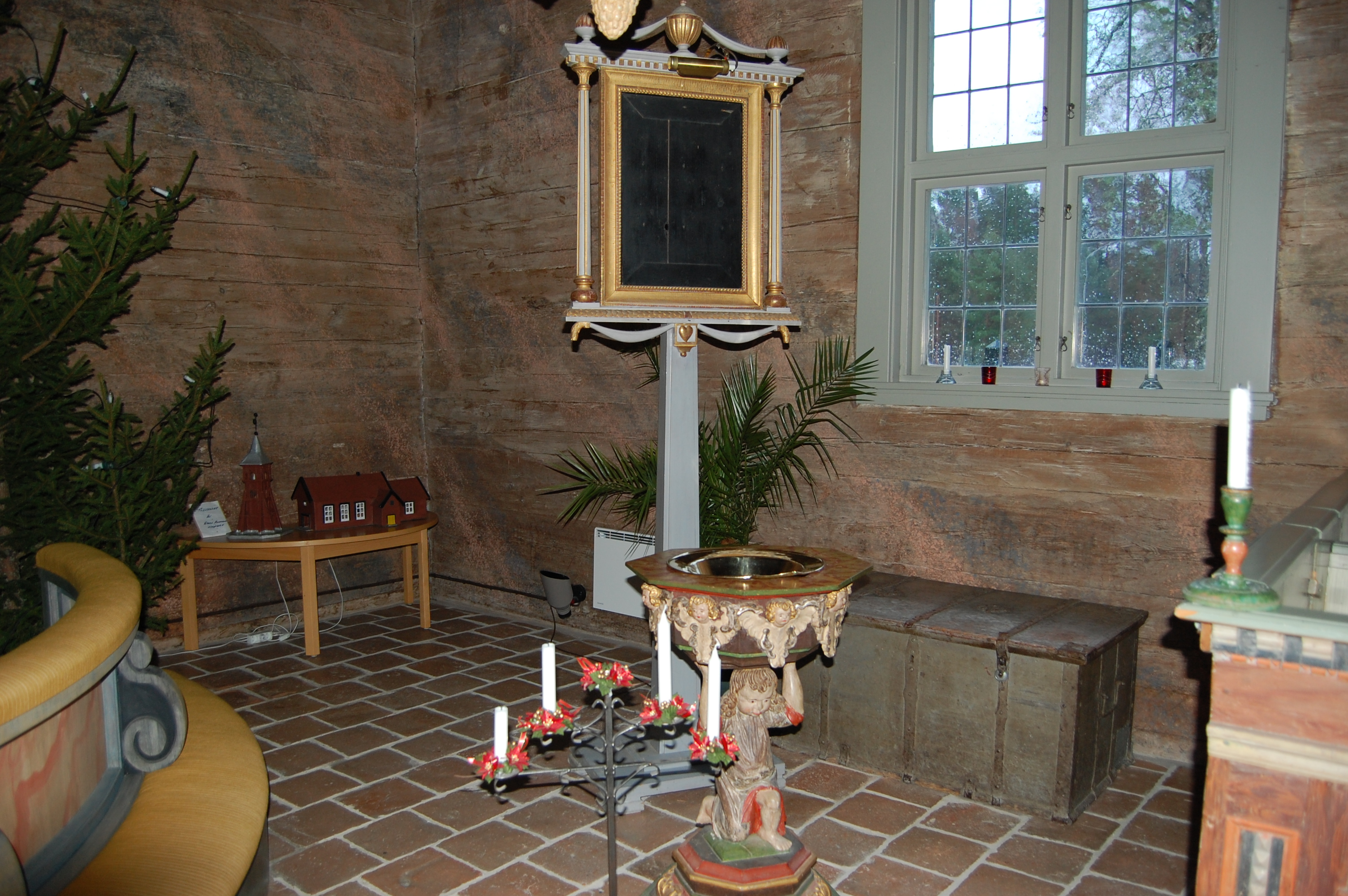
Södra Fågelås kyrkas dopfunt
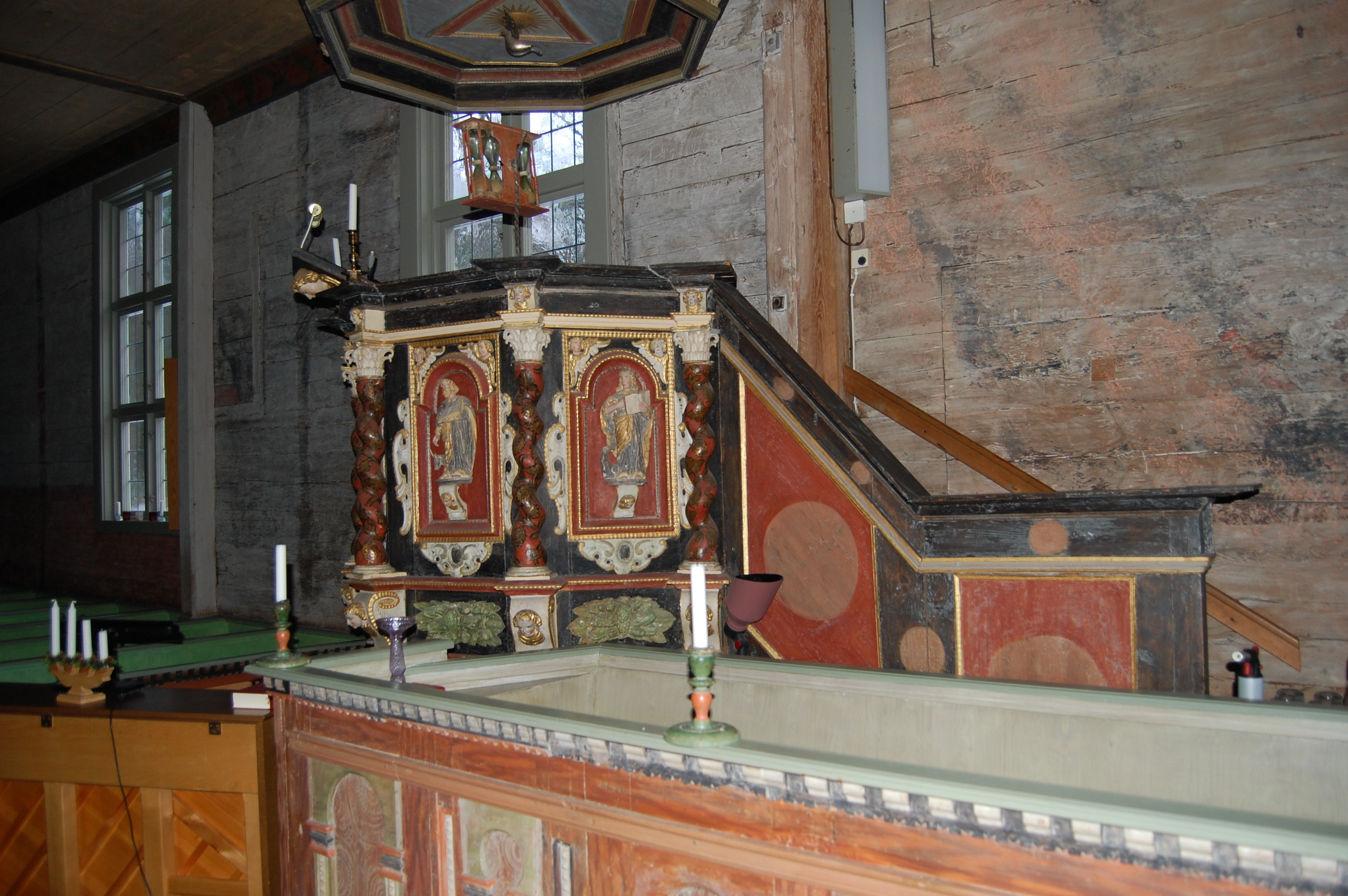
Södra fågelås kyrkas predikstol
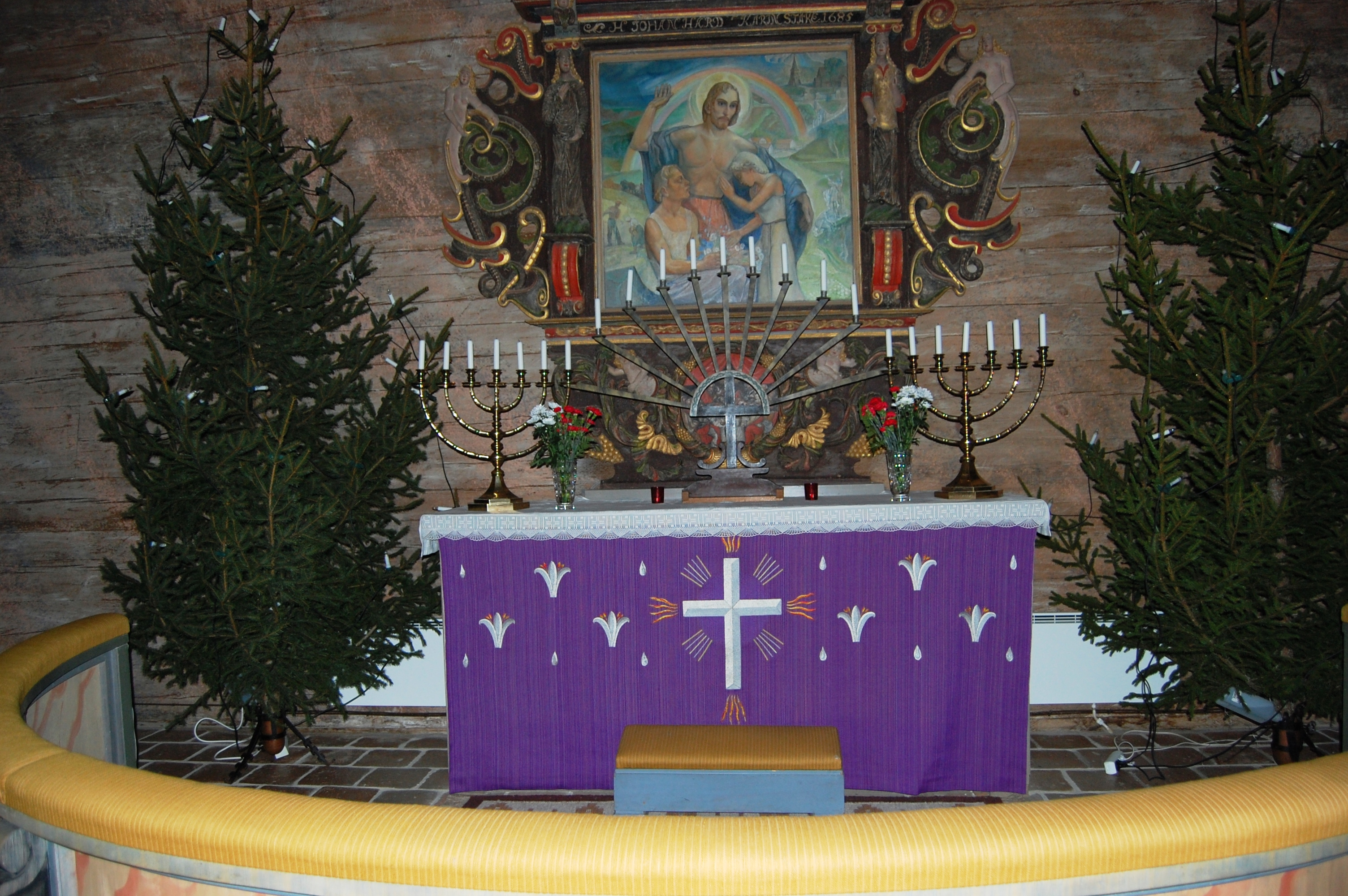
Södra Fågelås kyrkas altare

## Inventarier
- Predikstol och dopfunt i trä är från 1600-talet.
- Altaruppsatsen skänktes till kyrkan 1683.

Orgel
1857 ville församlingen sälja sin dåvarande 7-stämmiga orgel då de ville anskaffa en ny större orgel.
Den nuvarande orgeln är byggd 2014 av Ålems Orgelverkstad AB.
| Manual         | Pedal      | Koppel  |
| -------------- | ---------- | ------- |
| Borduna 16'    | Subbas 16' | Man/Ped |
| Principal 8'   | Violon 8'  |         |
| Gedackt 8'     |            |         |
| Fugara 8'      |            |         |
| Oktava 4'      |            |         |
| Oktava 2'      |            |         |
| Mixtur III     |            |         |
| Trumpet 8' B/D |            |         |

### Webbkällor
- Fågelås församling
- byggnadspresentation
- anläggningspresentation
- om klockstapeln